# Res ipsa loquitur
Der Res ipsa loquitur Grundsatz (lat.: „Die Sache selbst spricht.“) ist ein im common law entwickeltes Institut der Beweiserleichterung im Zivilprozess bei fahrlässiger Schädigung. Er ist mit dem im deutschen Prozessrecht bekannten Anscheinsbeweis vergleichbar. Er führt nicht generell zu einer objektiven Beweislastumkehr, sondern berechtigt lediglich das Gericht bzw. die Jury, eine Tatsache oder einen Geschehensablauf als bewiesen anzusehen, sofern die gegnerische Seite keinen Gegenbeweis erbringen kann; er verhindert somit ein directed verdict.

## Geschichte
Der Grundsatz geht, soweit ersichtlich, auf Marcus Tullius Cicero zurück, der ihn in seiner Rede für Milo (Pro Milone) zur Verteidigung des wegen Mordes angeklagten Titus Annius Milo verwendete.
Im Jahre 1863 ist der Grundsatz maßgeblich durch die Entscheidung Byrne v Boadle im Deliktsrecht des englischen common law geprägt worden. In dem Fall begehrte der Kläger Schadensersatz vom beklagten Inhaber eines Mehllagers, da aus dem Lager ein Mehlfass rollte und den Kläger, der sich auf der Straße befand, verletzte. Zwar hatten zwei Augenzeugen das Geschehen beobachtet, der Kläger konnte darüber hinaus jedoch nicht beweisen, dass der Inhaber des Lagers fahrlässig handelte, da die Ursache des Unfalls im Ungewissen blieb. Das Gericht kam unter Berücksichtigung verschiedener Geschehensalternativen zu dem Schluss, dass es nach allgemeiner Lebenserfahrung offensichtlich sei, dass das Herausrollen eines Fasses in den Verantwortungsbereich des Eigentümers des Warenlagers fällt. Bereits dieser Schluss reichte dem Gericht, ohne die vollständige Aufklärung des Sachverhalts aus, um ein Vertretenmüssen des Beklagten zu bejahen. Soweit dies nicht der Fall gewesen sein sollte, obliege es dem Beklagten, den Gegenbeweis zu führen.
Die Entscheidung war die Geburtsstunde des Grundsatzes res ipsa loquitur, der ursprünglich besagte, dass bei Verletzung einer Person durch ein ursächliches Geschehen, das vom exklusiven Kontrollbereich eines anderen ausgeht, dieser andere im Verletzungsfall auch den Entlastungsbeweis erbringen muss. Die ursprünglichen Anforderungen an die exklusive Kontrolle haben sich in den einzelnen common law Ländern unterschiedlich entwickelt, so dass heute an den Kontrollbereich unterschiedlich starre Anforderungen zu stellen sind und teilweise gänzlich auf dieses Element verzichtet wird.

## Vereinigte Staaten von Amerika
Neben anderen common law Rechtsordnungen kennt auch das amerikanische Recht den Grundsatz des res ipsa loquitur.

### Rechtscharakter
Res ipsa loquitur findet im Rahmen des amerikanischen Deliktsrechts (tort law) Anwendung beim Nachweis der Pflichtverletzung und Kausalität.
Grundsätzlich hat der Kläger drei Möglichkeiten, diesen Nachweis zu führen:
1. Res ipsa loquitur;
2. aus Gesetz;
3. direkter Beweis der Fahrlässigkeit.

Res ipsa loquitur ist dabei lediglich ein Unterfall des Anscheinsbeweises. Nur in besonderen Fällen führt der Grundsatz tatsächlich zu einer Beweislastumkehr. Ist der Grund der Fahrlässigkeit positiv bekannt und kann darüber direkt Beweis erbracht werden, ist res ipsa loquitur nicht anwendbar.

### Voraussetzungen
Unter res ipsa loquitur muss der Kläger nachweisen, dass es nach allgemeiner Lebenserfahrung wahrscheinlicher ist, dass sein Schaden aus der Fahrlässigkeit des Beklagten resultiert, als aus einem anderen Grund. Der Kläger muss dabei andere mögliche Gründe ausschließen, allerdings nicht erschöpfend.
Die amerikanischen Rechtsprechung hat folgende Voraussetzungen herausgebildet, die sich im Restatement of Torts (Second), § 328 D finden:
1. Der Schaden weist nach allgemeiner Lebenserfahrung darauf hin, dass fahrlässiges Handeln vorliegt;
2. der beweisbare Sachverhalt schließt aus, dass das Verhalten des Klägers oder eines Dritten den Schaden verursacht haben; und
3. die fahrlässige Pflichtverletzung fällt in den Pflichtenkreis des Beklagten gegenüber dem Kläger.

Die frühere Rechtsprechung wendete darüber hinaus noch das Exclusive Control-Erfordernis an. Dies bedeutete, dass der Kläger nachweisen musste, dass die den Schaden verursachende Sache grundsätzlich oder zumindest zum Zeitpunkt der Schädigung unter der ausschließlichen Kontrolle des Klägers stand. Von diesem Erfordernis nahm die Rechtsprechung Abstand, da es zu erheblichen Beweisschwierigkeiten führte. Entsprechend taucht das Erfordernis auch im Restatement of Torts nicht mehr auf.

### Folge der Anwendbarkeit desres ipsa loquitur-Grundsatzes
Aus res ipsa loquitur folgt lediglich, dass Fakten für das Vorliegen einer fahrlässigen Pflichtverletzung des Beklagten sprechen. Nicht bewiesen ist aber, dass diese auch sicher vorlag. Entsprechend wird in den meisten Rechtsordnungen der USA aufgrund von res ipsa loquitur allein kein Urteil für den Kläger ergehen.
Will sich der Beklagte entlasten, muss er nachweisen, dass kein generalisierter Sachverhalt vorliegt, auf den sich die Regeln der allgemeinen Lebenserfahrung anwenden lassen, sondern ein davon abweichender Sonderfall. Nicht nachweisen muss er den konkreten Sachverhalt.

### Beweislastumkehr
In bestimmten Fällen hat die Rechtsprechung res ipsa loquitur abweichend vom eben Dargestellten als Beweislastumkehr angenommen. Diesen Fällen gemeinsam ist, dass die Beklagten jeweils eine bestimmte Verantwortlichkeit gegenüber dem Kläger übernommen hatten.
Beispiel ist die Arzthaftung. Jedoch gilt res ipsa loquitur hier von vornherein nicht uneingeschränkt. Grundsätzlich ist der Sachverständigenbeweis erforderlich, der res ipsa loquitur ausschließt, da der medizinische Laie zumeist nicht über ausreichende medizinische Kenntnisse verfügt, um eine zutreffende Beurteilung vorzunehmen. Nur in Fällen, in denen der Laie aufgrund des Sachverhalts und der allgemeinen Lebenserfahrung auf das Vorliegen von Fahrlässigkeit schließen kann, ist res ipsa loquitur zulässig. Beispiele sind: der Operateur vergisst Operationsbesteck im Körper des Patienten, eine gesunde Gliedmaße wird amputiert, anstatt der erkrankten.
Für den Beklagten bedeutet dies, dass er sich nicht allein dadurch entlasten kann, dass er einen abweichenden Sonderfall vom aus der allgemeinen Lebenserfahrung generalisierten nachweist. Hier muss der genaue Sachverhalt dargelegt und bewiesen werden und den Beklagten entlasten.